# Robinsonella speciosa
Robinsonella speciosa är en malvaväxtart som beskrevs av Paul Arnold Fryxell. Robinsonella speciosa ingår i släktet Robinsonella och familjen malvaväxter. Inga underarter finns listade i Catalogue of Life.